# Grotte di Yungang
Le Grotte di Yungang (云冈石窟T, Yúngāng ShíkūP) sono un antico sistema di caverne che si trova nei pressi di Datong, nella provincia dello Shanxi, in Cina. Esse sono uno dei migliori esempi di architettura scavata nella roccia e dei tre più famosi sistemi di grotte della Cina, insieme alle grotte di Mogao e alle grotte di Longmen.
Le grotte vennero scavate principalmente durante la Dinastia Wei, fra il 460 e il 525, e costituiscono un notevole insieme di templi dedicati al Buddismo. In tutto il complesso si contano 252 caverne e oltre 51.000 statue di Buddha, delle dimensioni più varie.
Nel 2001 le grotte di Yungang sono state inserite nell'elenco dei Patrimoni dell'umanità dell'UNESCO.

## Storia
Datong, in passato era chiamata Pingcheng, dal 440 fu scelta come capitale dei Wei, governato dalla dinastia di origine turca Tuoba. Datong declinò già a partire dal 493, a seguito del trasferimento della capitale a Luoyang, ma negli anni di splendore, in particolare tra il 415 e il 453, i suoi regnanti fecero scavare sul versante meridionale del vicino monte Wuzhou più di 200 grotte. Per la realizzazione dell'imponente progetto ci vollero 50 anni e 40.000 lavoratori.
In seguito, tra il 468 e il 534, sotto la dinastia Wei, queste grotte furono utilizzate per la conservazione in nicchie di circa 51.000 statuette buddiste, che fondevano insieme i simboli dell'arte dell'Asia centrale e meridionale ai motivi artistici tradizionali cinesi.
Fin dall'epoca Ming esse sono note come complesso delle grotte di Yungang, traducibile come “cresta delle nubi” o “collina delle nuvole”.
Già dal 1949, all'epoca della Repubblica Popolare Cinese, il governo le ha sottoposte a tutela.
Nel 1907, E. Chavannes, il primo sinologo a giungere nel sito e a fonografarlo, dichiarò: «Sebbene le sculture di Yungang siano i prototipi dell'arte Buddista cinese, esse non hanno, tuttavia, nulla di arcaico; svelte e armoniose, penetrate da un senso religioso intenso, sono al tempo stesso un debutto e un apogeo»
Oggi, di grotte se ne conservano in buono stato solo una cinquantina: nel 2001 sono entrate a far parte dei patrimoni dell'umanità tutelati dall'UNESCO, come uno dei migliori esempi di architettura rupestre buddista e cinese.

## Le Grotte di Yungang
Le grotte che si sono conservate fino ad oggi si susseguono per un chilometro circa della parete di falesia arenaria del monte Wuzhou, lungo una direttrice est-ovest. 

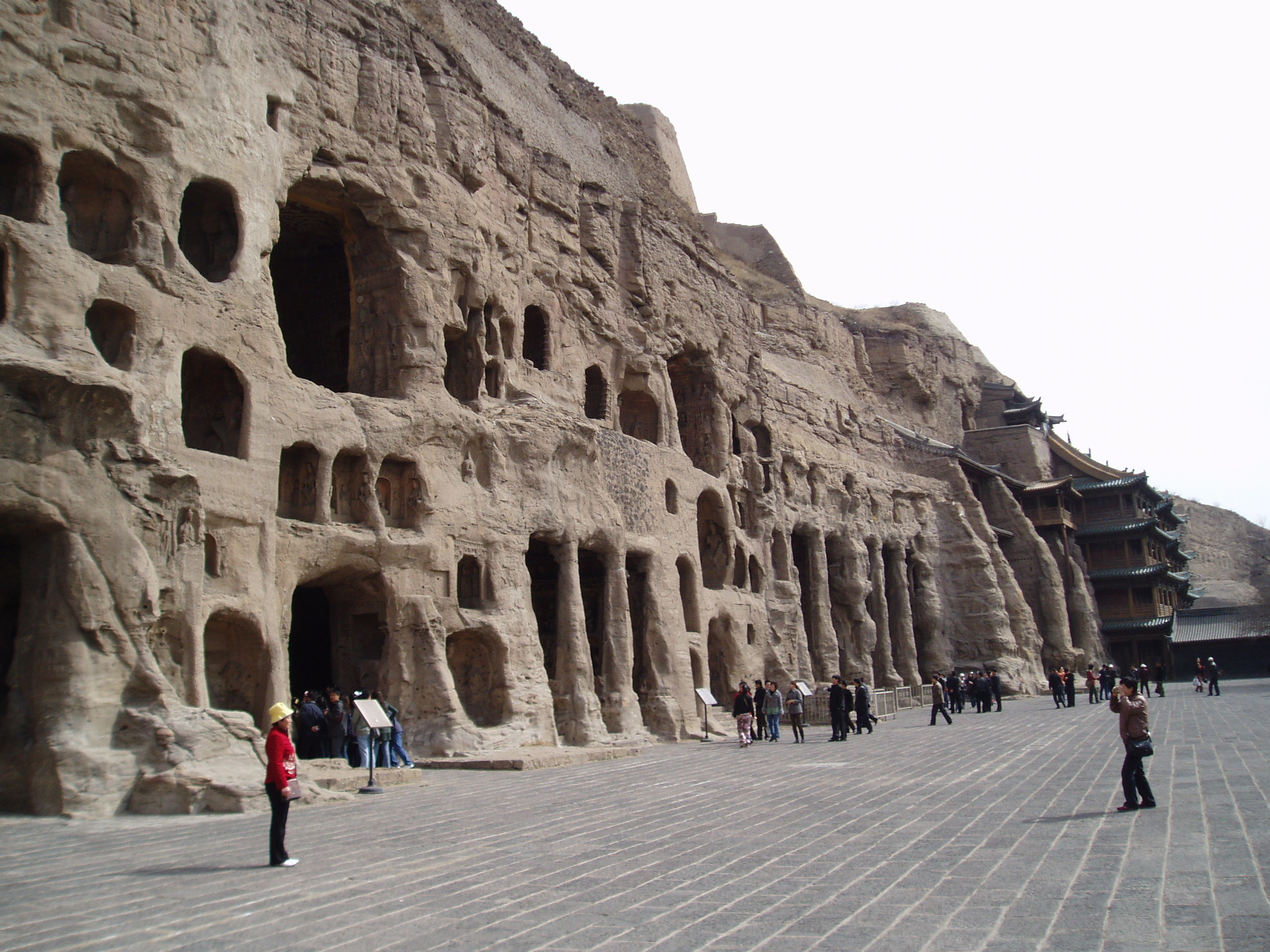
Le grotte lungo il monte Wuzhou

La serie di grotte è interrotta solo da due gole, che suddividono naturalmente la parete rocciosa in tre settori; gli studiosi hanno suddiviso le grotte a partire da questo punto di riferimento, classificandole in tre gruppi principali: del primo gruppo fanno parte le 4 grotte orientali, dalla n. 1 alla n. 4; al secondo gruppo appartengono le 9 grotte centrali, dalla n. 5 alla n. 13, nel terzo gruppo sono ricomprese le restanti grotte, dette grotte occidentali, dalla n. 14 alla n. 53.
Le grotte occidentali oggi si presentano come grotte di pietra nuda, ma secondo gli studiosi erano vere e proprie costruzioni architettoniche, arredate con numerosi elementi lignei che andavano a comporre templi intarsiati in pietra e legno; all'interno di questi templi, sontuosi ornamenti facevano da sfondo al culto: oggetti liturgici, drappi e sete.
Gli studi hanno permesso di ricostruire le varie epoche storiche a cui far risalire le statue e gli altri reperti archeologici.

### Le grotte occidentali

#### Le grotte di Tan Yao
Le grotte più antiche sono dette "grotte di Tan Yao", e sono le 5 grotte risalenti al 453 che vanno dalla n. 16 alla n. 20. Prendono il nome dal monaco Tan Yao, che secondo la leggenda presentò un progetto all'imperatore e lo convinse a riprendere i lavori di costruzione dell'opera, come espiazione per la persecuzione buddista degli anni 446-447 voluta dal suo predecessore.
Le grotte di Tan Yao si presentano con una caratteristica pianta a U rovesciata, al cui centro si trova una statua colossale di Buddha, simbolo della gloria del Buddha ma anche della potenza politica dell'imperatore: ad esempio, nella grotta n. 20 i lineamenti del Buddha sono quelli dell'imperatore Xiaowen. Questa statua è la più importante di quelle conservate nel sito.

##### Il Buddha colossale della grotta n. 20
Il Buddha colossale della grotta n. 20 è la statua più importante tra quelle conservate nelle grotte di Yuangang, e insieme al grande Buddha della grotta n. 18 ne esemplifica il modello classico di scultura di Yuangang. 
Alto 13,5 m, raffigura un Buddha seduto con uno stile abbozzato e semplice, che conferisce dolcezza alle forme massicce del corpo. Sul volto sorridente dominano tratti netti, le mani assumono una posa meditativa.
La statua realizzata dai maestri artigiani dei Wei del Nord risente dell'influenza dello stile dei modelli sia centro-asiatici che indiani ed ellenistici. Un'ipotesi spiega queste influenze con la possibilità che alcuni artigiani scultori che già avevano lavorato presso il complesso rupestre di Dunhuang, lungo la via della seta, avessero portato e sviluppato le loro competenze anche nel sito delle grotte di Yungang. Lo studioso V. Elisseèf fa notare anche che tale tradizione scultorea non si è solo conservata, ma anche arricchita di elementi peculiari cinesi: tra essi, l'espressione del viso, eredità dell'arte degli Han, a discapito della bellezza formale e inespressiva tipica dello stile di Gandhāra, o la spiritualità emanata dalle figure tramite l'atteggiamento meditativo assunto dalle statue. Questi elementi non mostrano solo uno sviluppo artistico, ma anche un mutato assetto religioso, in particolare di un Buddismo sempre più sinizzato.

### Le grotte centrali

#### Le grotte n. 9 e n. 10
Rispetto alle grotte di Tan Yao, le grotte n. 9 e n. 10 sono successive: fanno parte di un secondo periodo, che è stato individuato tra il 471 e il 493.
Queste grotte presentano una pianta rettangolare, al cui centro si trova un pilastro funzionale al sostegno delle immagini di culto, e attorno al quale i fedeli potevano compiere un percorso rituale circolando in senso orario attorno al pilastro. Spesso, queste grotte sono fornite di un porticato decorato con innesti architettonici lignei tipici dell'epoca e riccamente decorate con immagini policrome, che accompagnano il percorso dei fedeli aviluppandosi su pannelli da "leggersi" da sinistra a destra, per poter essere assimilati e memorizzati.
Coerentemente, la disposizione spaziale delle immagini presenti nelle grotte del secondo periodo seguono una gerarchia simbolica, che si basa su diversi gradi di realizzazione spirituale al cui apice sta la figura del Buddha vista attraverso il corpo unico ma polimorfo della legge.
In particolare, nelle grotte 9 e 10 si succedono due registri di altorilievi: il registro inferiore rappresenta il Buddha storico-terreno, Sakyamuni, e le sue vicissitudini; questi racconti jakata di rinascite successive illustrano il risveglio dell'esistenza. Nel registro superiore, invece, è raffigurato il Buddha trascendente, Vairocana, circondato da fedeli, esseri celesti, guerrieri, boddhisattva, apsaras, e musici. Sviluppandosi verso l'alto in registri sovrapposti, le immagini diventano via via sempre più illeggibili per il profano: questa difficoltà rappresenta la difficoltà spirituale che si incontra nell'elevazione della legge fino allo stadio finale del risveglio, rappresentato spesso dal soffitto-cielo con la figurazione simbolica della purezza: il fiore di loto.

#### Le grotte n. 5 e n. 6
Rispetto alle grotte centrali precedentemente descritte le grotte n. 5 e n. 6 sono successive e presentano uno stile scultoreo rinnovato, a favore di forme più lineari e agili, meno massicce. Plasticamente le sculture sono più complesse, ad accompagnare una maggiore complessità anche nel repertorio iconologici. Ad esempio, i drappeggi delle vesti si arricchiscono di pieghe, mostrano dettagli come le terminazioni a spina di pesce, tipiche dei vestiti cinesi; nella grotta n. 6 ritroviamo una serie di bassorilievi raffiguranti episodi della vita del Buddha terreno, a edificazione dei fedeli. Alcuni elementi stilistici presentano corrispondenze all'arte grafica Han.

## Galleria d'immagini

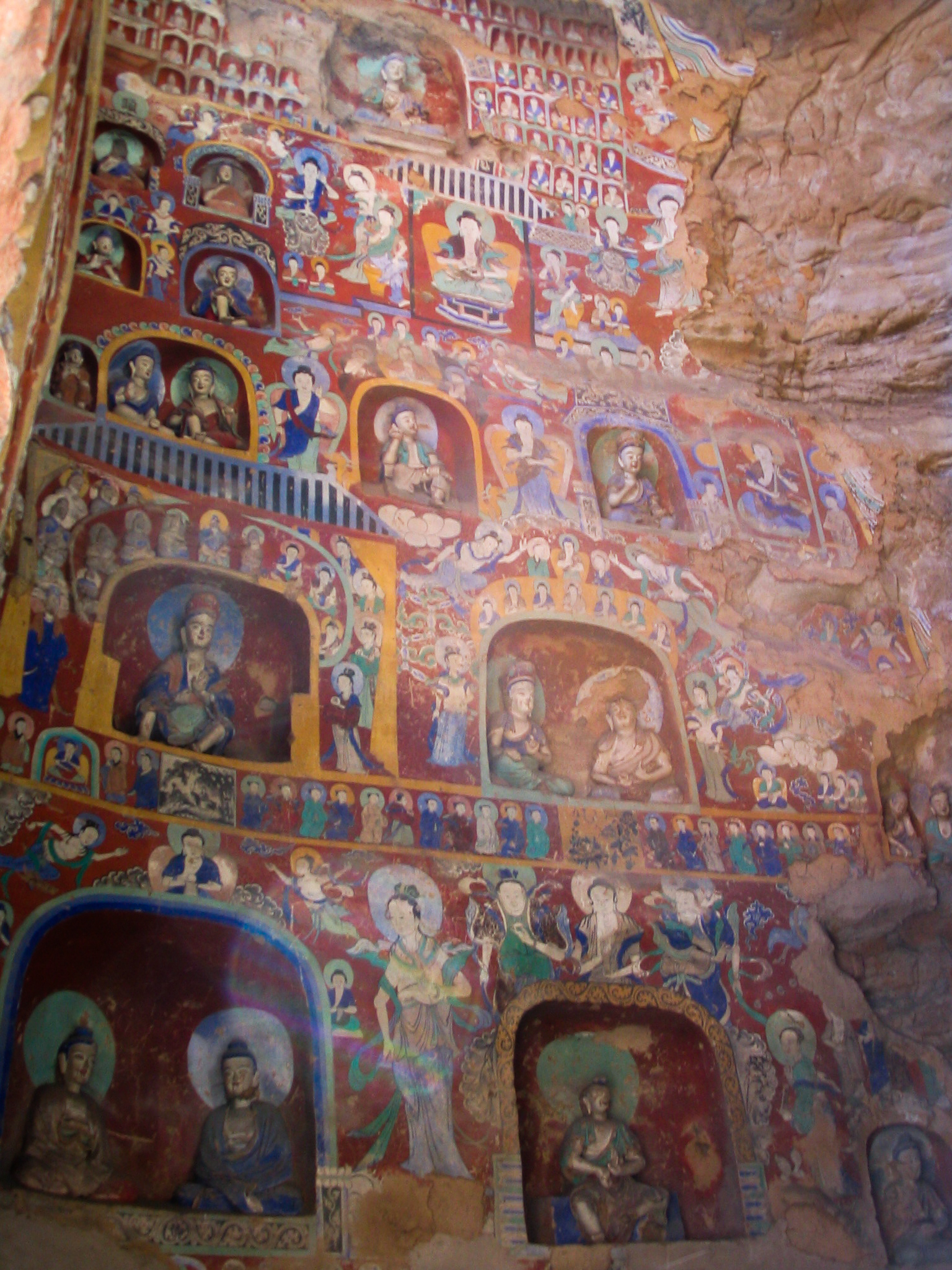
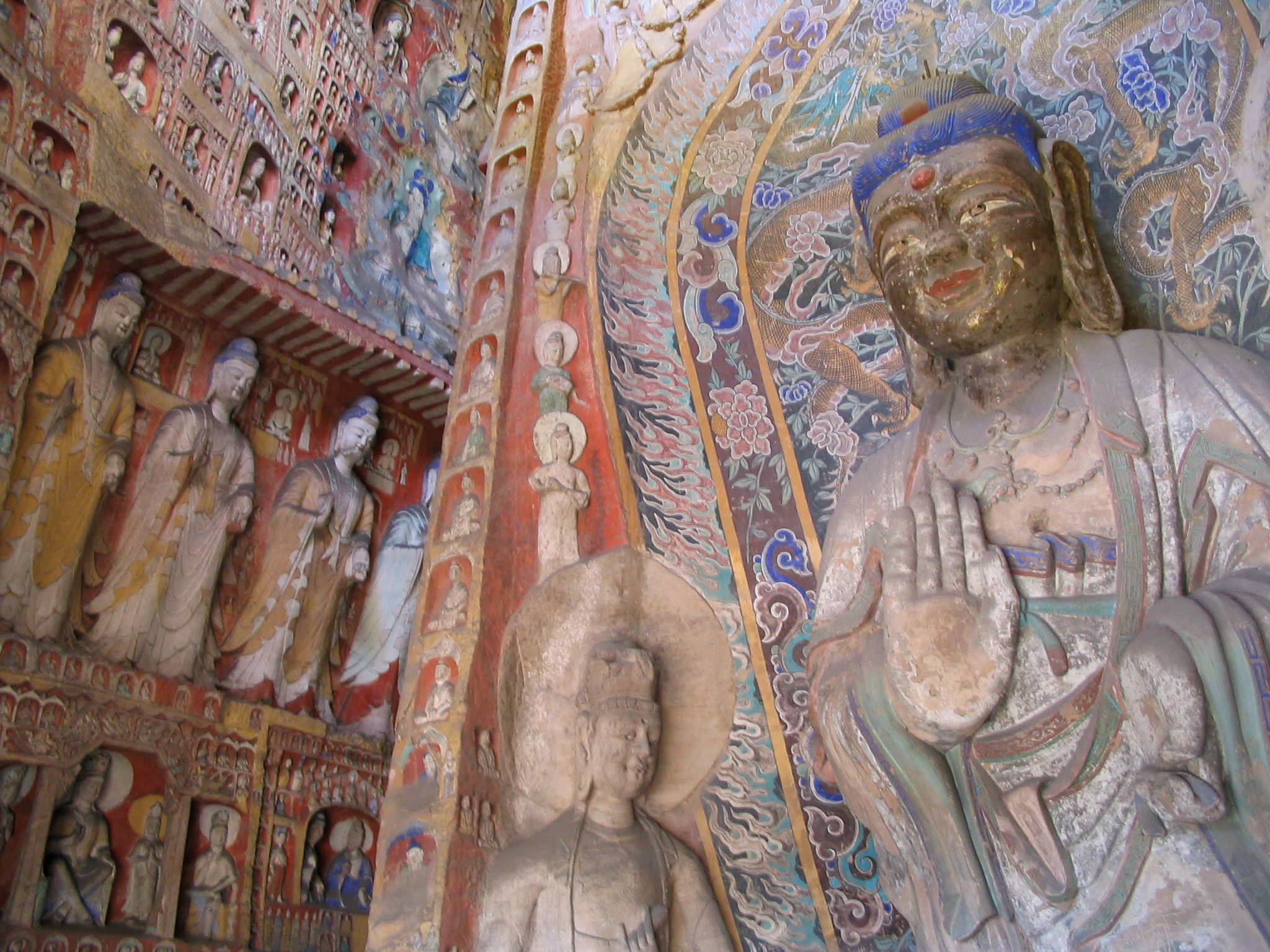
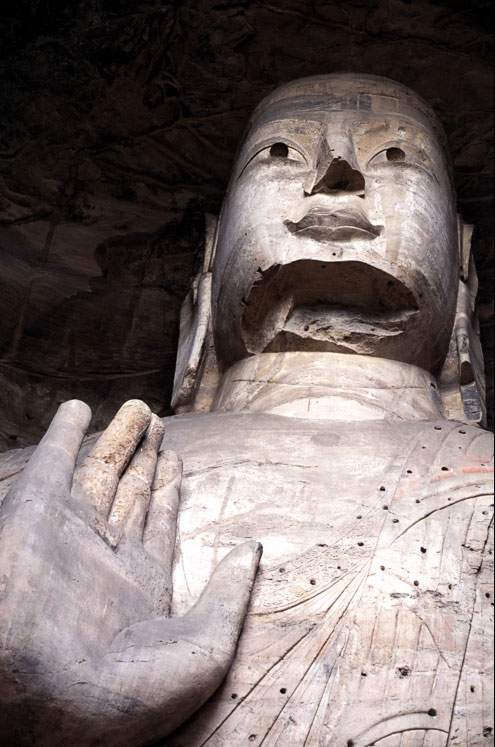
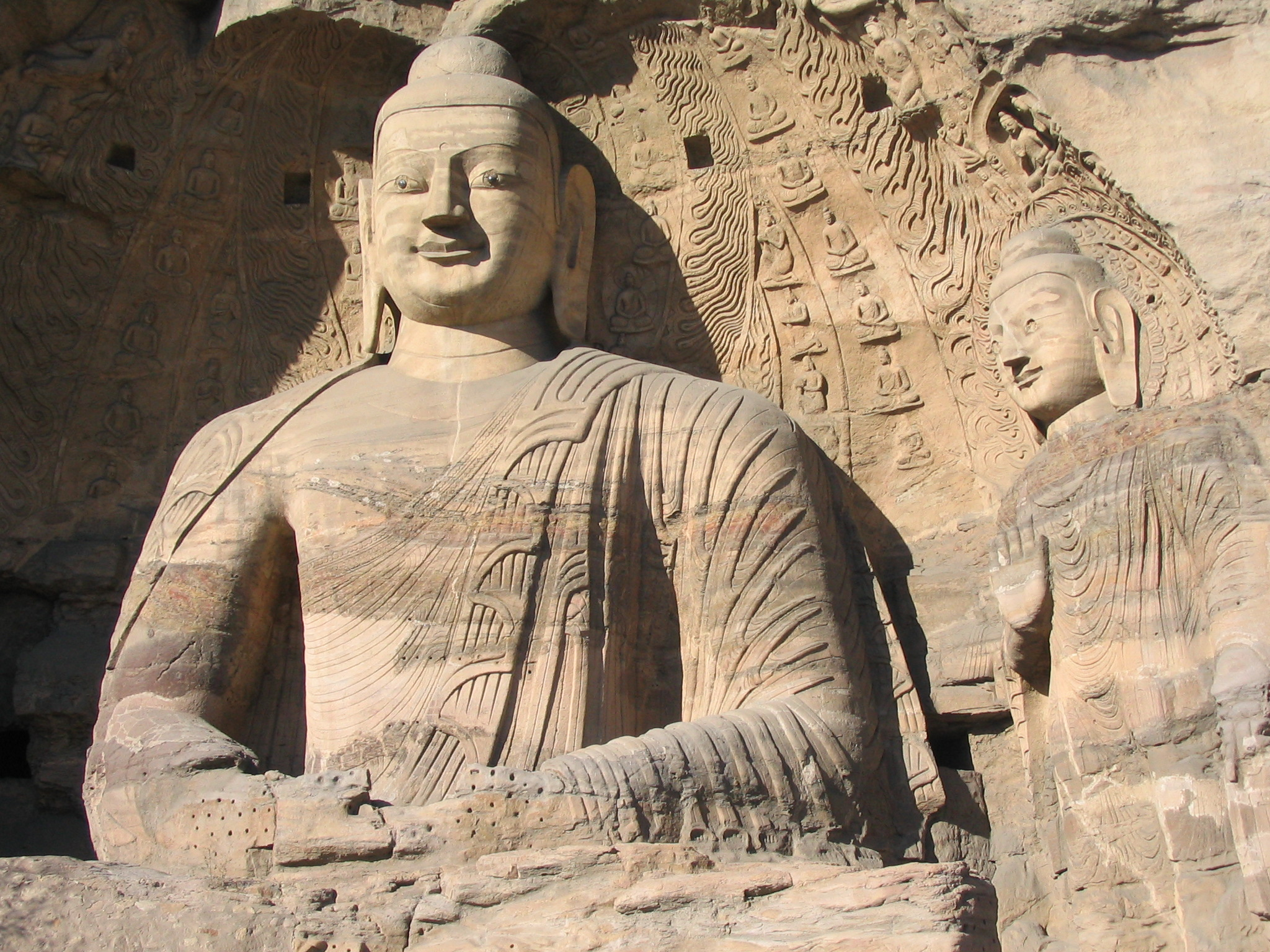